# Tremerje
Tremerje este o localitate din comuna Celje, Slovenia, cu o populație de 75 de locuitori.